# Dicranomyia angelica
Dicranomyia angelica är en tvåvingeart som först beskrevs av Alexander 1929.  Dicranomyia angelica ingår i släktet Dicranomyia och familjen småharkrankar. Inga underarter finns listade i Catalogue of Life.